# Neubau (Viena)
Neubau es el séptimo distrito de Viena, Austria. Está ubicado a poca distancia al oeste del distrito centro y del río Danubio, y fue establecido en el año 1850. A 1 de enero de 2016 tenía 32 027 habitantes en un área de 1,61 km². En este distrito se sitúa la iglesia de St. Ulrich y el Museumsquartier, que octavo espacio cultural más grande del mundo.

## Imágenes

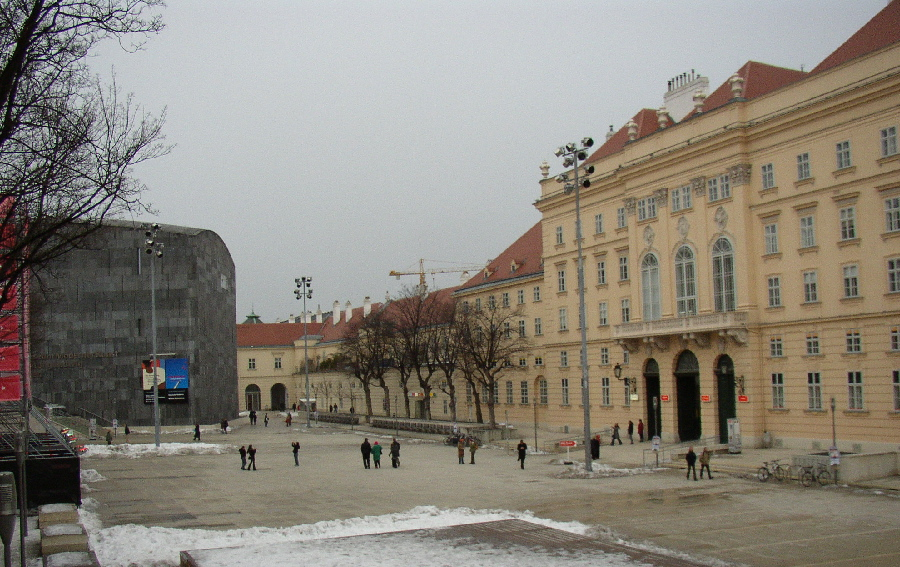
Museumsquartier
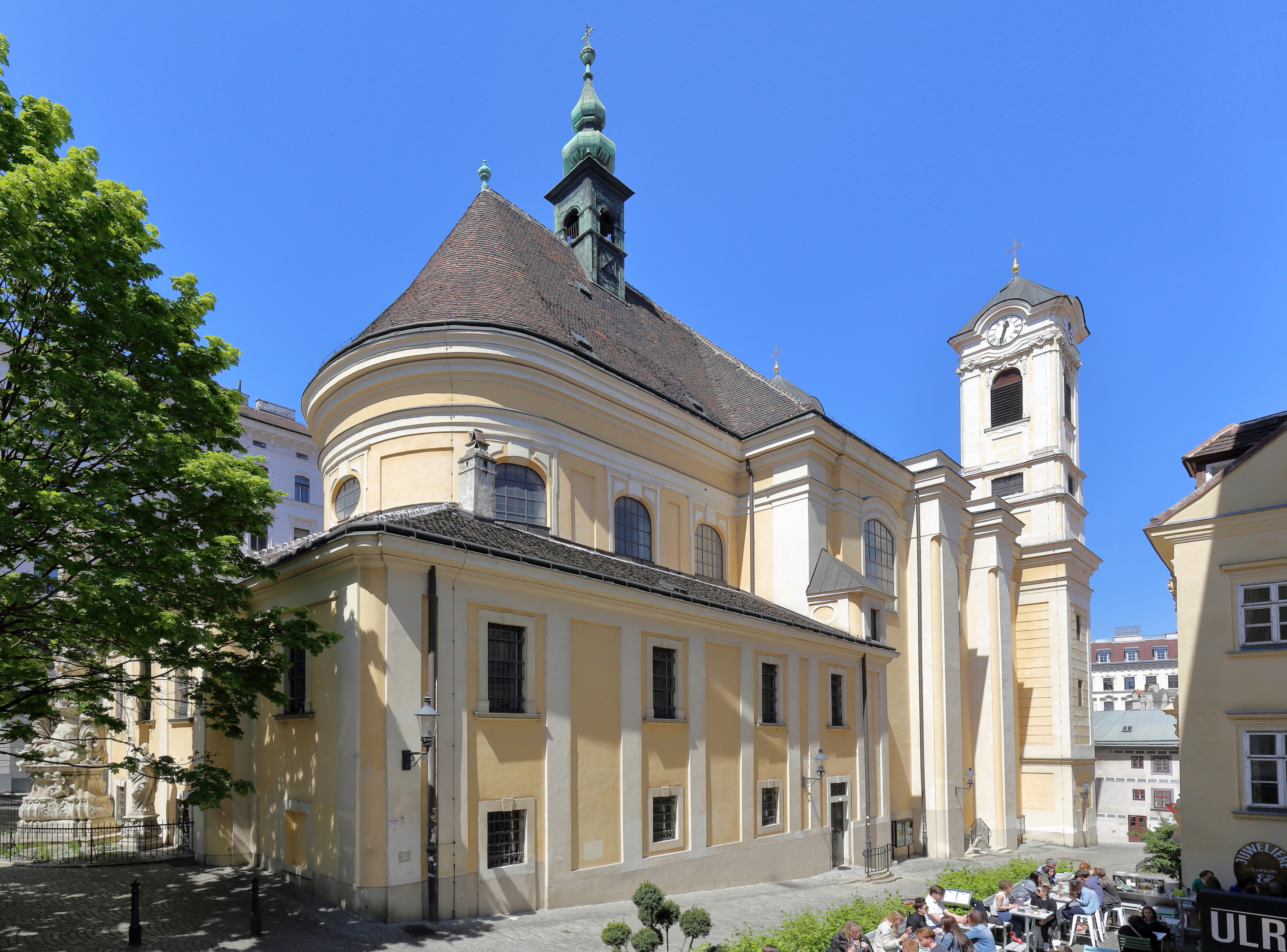
Iglesia St. Ulrich